# Jean Baptiste Louis Georges Seroux d'Agincourt
Jean Baptiste Louis Georges Seroux d'Agincourt (Beauvais, 5 aprile 1730 – Roma, 24 settembre 1814) è stato uno storico dell'arte francese.
Dal 1778 dimorò in Italia.
Le sue idee dipendevano ancora dal classicismo di Johann Joachim Winckelmann, ma era vivo e importante il suo interesse per i primitivi.

## Opere
- 1808-23 – Histoire de l'art par les monuments (6 volumi)
- 1810 – Recueil de fragmens de sculpture antique en terre cuite